# Jorge Julio Rocha
Jorge Eliécer Julio Rocha (ur. 4 kwietnia 1969 w El Retén) – były kolumbijski bokser kategorii koguciej, brązowy medalista letnich igrzysk olimpijskich w Seulu.

## Kariera zawodowa
W 1989 roku przeszedł na boks zawodowy wygrywając 26 pierwszych walk. 9 października 1992 pokonał Eddie Cooka zdobywając tytuł mistrza świata federacji WBA. Tytuł ten stracił 23 października 1993. W starciu z Juniorem Jonesem został znokautowany. 26 lipca 1997 roku ponownie zdobył tytuł mistrza świata federacji WBO po walce z Robbie Reganem. 8 stycznia 2000 roku został pokonany przez Johnny Tapię. W 2002 roku został pokonany przez Manny Pacquiao a w 2003 przez Israela Vázqueza. Jego bilans to 49 walk, z których odniósł 44 zwycięstwa (32 przez KO) i 5 porażek.